# 옷 벗은 마하
《옷 벗은 마하》(스페인어: La maja desnuda) 또는 《벌거벗은 마하》는 스페인의 화가 프란시스코 고야가 1797~1800년경에 그린 유화로, 현재 마드리드의 프라도 미술관에 소장되어 있다. 이 그림은 침대 위 베개에 기대어 있는 누드 여성을 묘사하고 있으며 스페인의 귀족이자 많은 여성의 누드화를 소장하고 있었던 마누엘 데 고도이가 의뢰한 것으로 보인다. 고야는 후에 《옷 벗은 마하》와 동일한 포즈를 취한 《옷 입은 마하》(La maja vestida)도 그렸으며 현재 이 두 작품은 프라도 미술관에 나란히 전시되어 있다. 작품 속 여성은 《옷 벗은 마하》 속 여성이 입고 있는 의상을 바탕으로, 마하(maja, 마호(majo)의 여성형)라고 불리던 마드리드의 패셔너블한 하류층 여성으로 추측된다.
이 그림은 보는 사람을 향한 모델의 직설적이고 부끄럽지 않은 시선으로 유명하다. 또한 이 작품은 뚜렷한 부정적인 의미(예를 들어 성매매의 이미지와 같은) 없이 누드 여성의 음모를 묘사한 최초의 서양 작품 중 하나로 평가 받는다. 당시 고야는 이 작품으로 교회 당국을 뒤흔들었을 뿐만 아니라 대중을 흥분시키고 당대의 예술적 지평을 넓혔다. 이 작품은 1901년부터 마드리드 프라도 미술관에 소장되어 있다.

## 설명

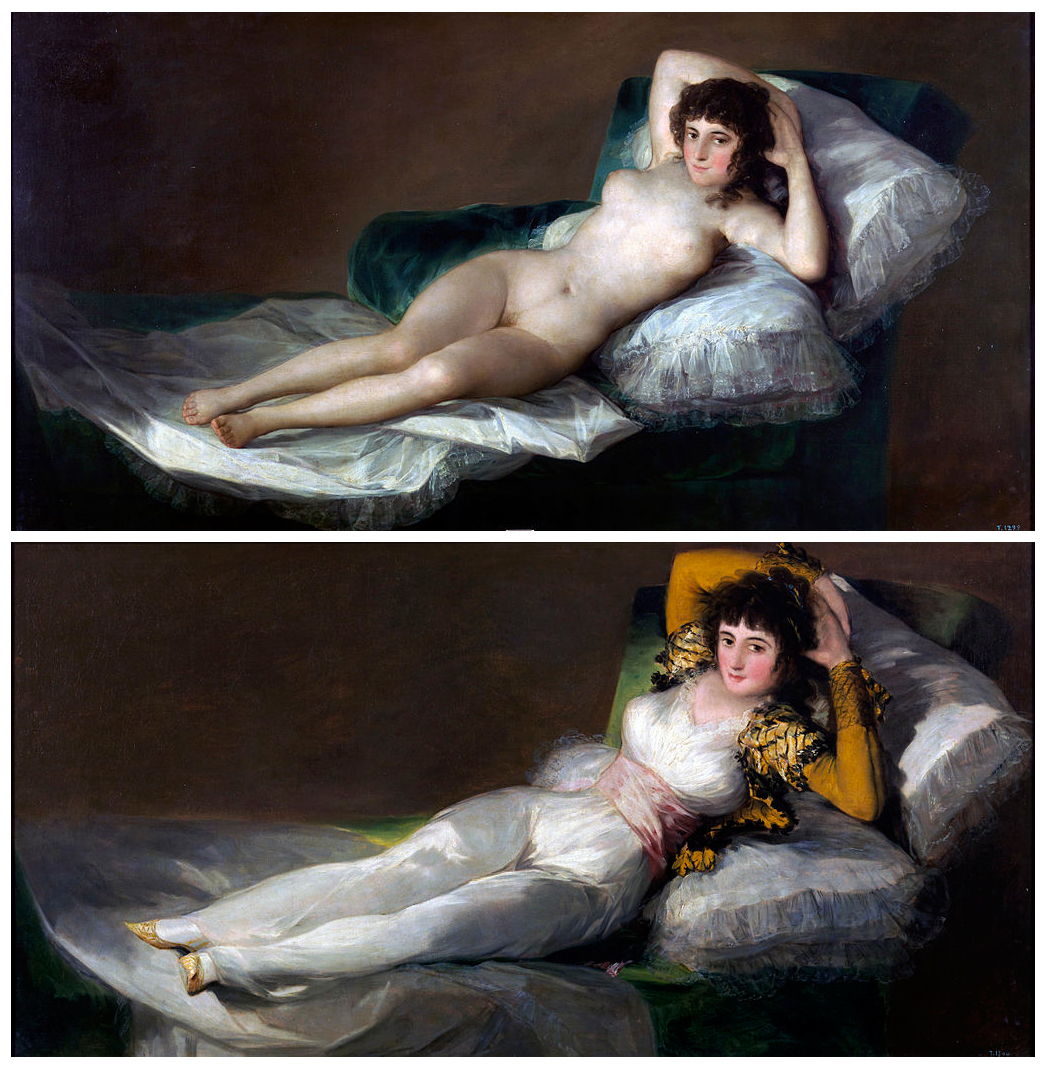
《옷 입은 마하》(하단) 속 마하가 《옷 벗은 마하》(상단) 보다 더 크게 묘사되어 있다.

두 가지 버전의 작품 모두 크기는 똑같지만 《옷 입은 마하》 속 여성이 《옷 벗은 마하》 속 여성 보다 크게 묘사되어 있다. 미술사학자 재니스 톰린슨(Janis Tomlinson)에 따르면 그림 속 마하는 거의 "프레임의 한계에 대담하게 맞서는" 것처럼 보이며 다른 "소심한" 누드 초상화에 비해 그녀를 더욱 뻔뻔하게 보이도록 한다.

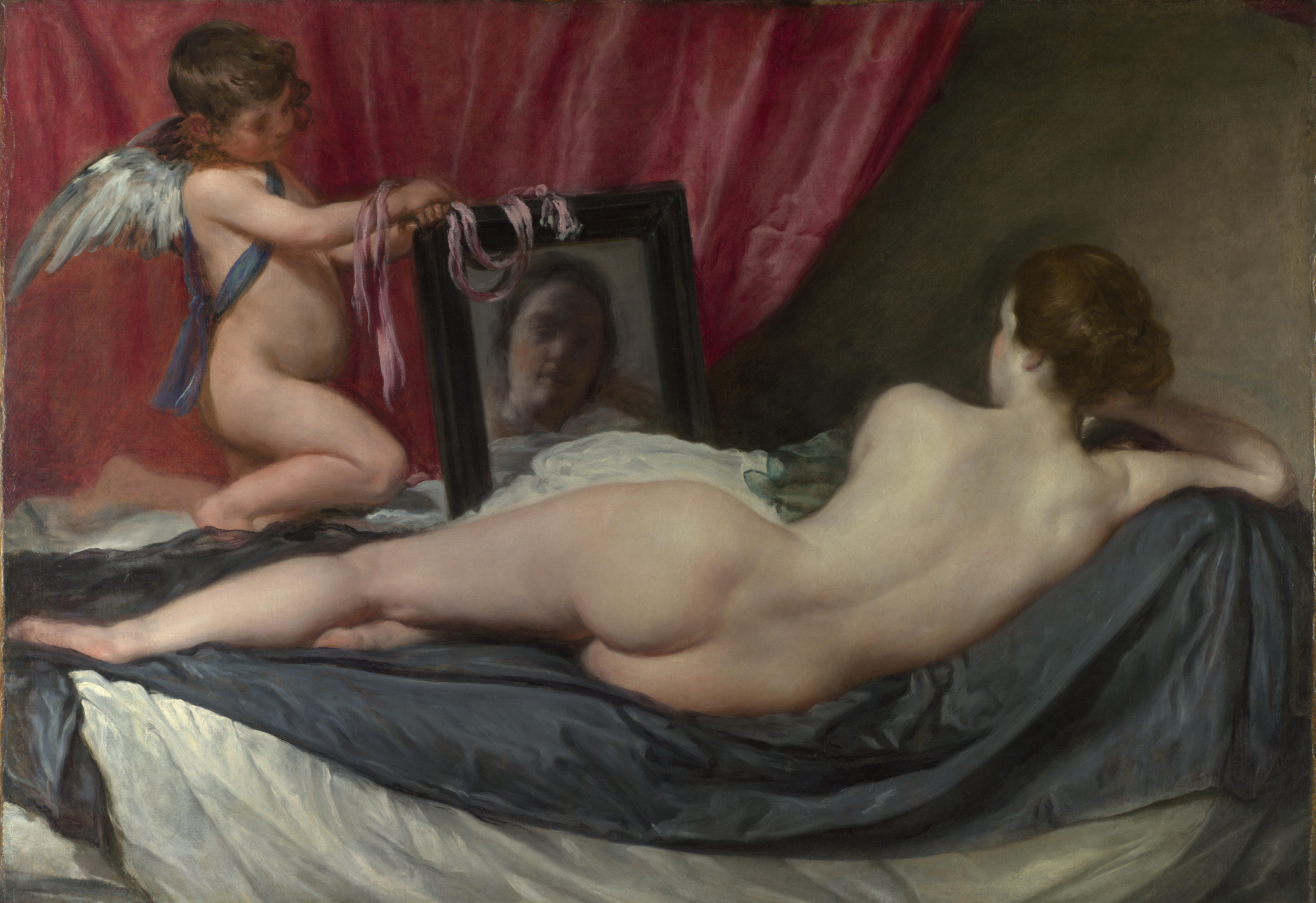
벨라스케스의 《비너스의 단장》, 1647~1651년경, 내셔널 갤러리

이 그림은 스페인 미술의 누드를 묘사하는 전통을 많이 따르고 있지만, 특히 그녀의 대담한 시선을 통해 의미 있는 방식으로 분명한 변화를 확인할 수 있다. 또한, 《옷 입은 마하》 속 현대 의상을 입고 있는 여성의 모습은 작품의 초점이 벨라스케스의 《비너스의 단장》(Rokeby Venus)처럼 신화적인 주제에 있는 것이 아니라 실존하는 발가벗은 모습의 스페인 여성에 초점을 두었다는 것을 분명히 하고 있다. 더 확실히 말하면, 벨라스케스는 비너스의 등만 드러내고 그린 반면, 고야는 나체의 여성을 정면으로 완전히 드러내어 그렸다. 고야가 묘사한 여성의 체형은 짧고 각진 반면, 벨라스케스가 묘사한 비너스의 체형은 길쭉하고 곡선을 이루고 있다. 또한 벨라스케스의 비너스는 광택이 곱고 부드러운 견직물 위에 누워 있는데 반해, 고야의 마하는 맨 흰색 천에 누워있어 두 작품 간 극명한 대조를 이루고 있다.

## 종교 재판
현재 작품이 만들어진 이유와 작품 속 인물에 대해서 자세하게 알려진 것은 없다. 두 버전의 그림 모두 1800년 알쿠디아의 공작 마누엘 데 고도이 총리가 벨라스케스의 《비너스의 단장》(Rokeby Venus)과 같은 작품과 함께 누드화 전용 컬렉션에 소장하고 있던 "인기 없고 성공하지 못한 예술" 목록에 처음으로 기록되었다. 고도이는 이 작품을 1808년 스페인 종교 재판소 조사관에 의해 그의 다른 "미심쩍은 미술품"과 함께 발견되기 전까지 6년 동안 보관했다. 고도이와 그의 컬렉션 큐레이터인 Don Francisco de Garivay는 재판소에 회부되어 "공공의 이익에 매우 외설적이고 해를 끼치는" 압수된 예술 작품의 배후에 있는 예술가들을 밝혀야 했다.

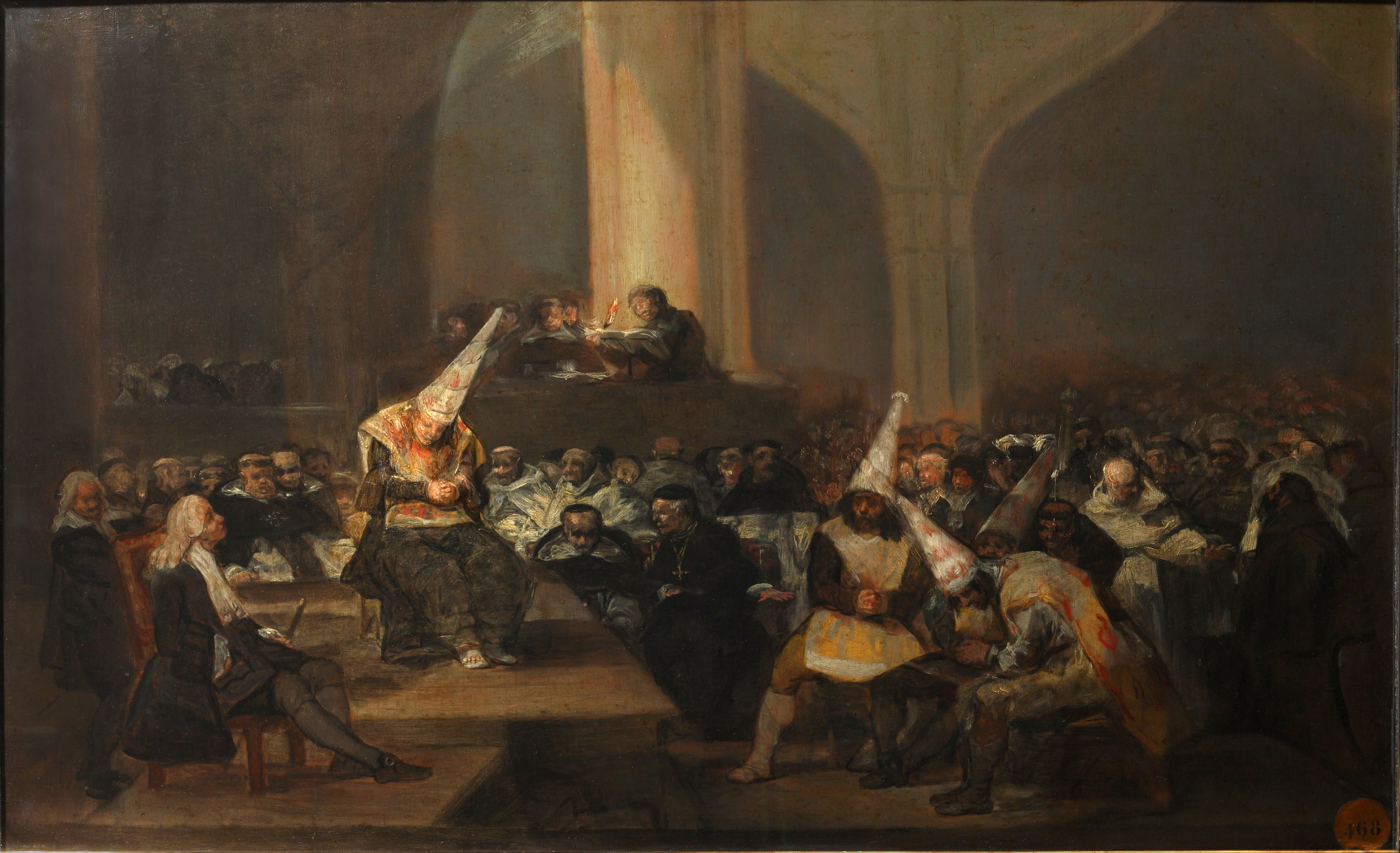
고야가 그린 《종교재판소》(Escena de Inquisición),1808~1812년경
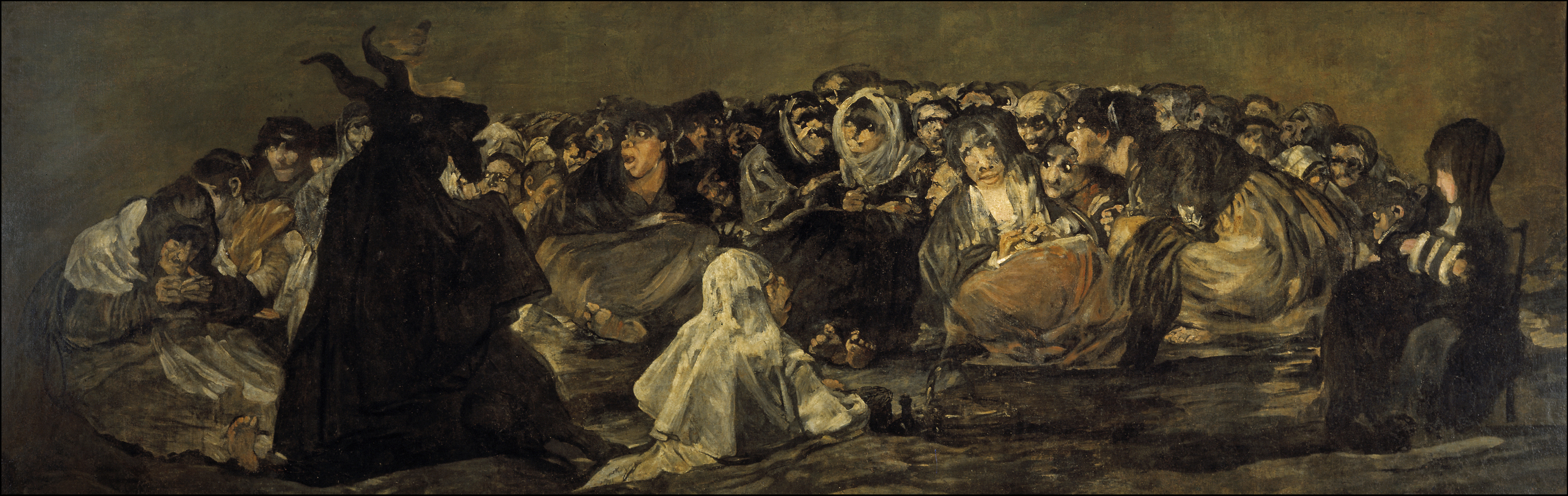
고야는 종교재판을 혐오하며 여러 차례 거친 용어로 묘사했으며, 1820-1823년 《마녀들의 안식일》과 같은 작품에서 이를 풍자하기도 했다.

이러한 논란은 고도이의 총리직 해임을 요구하는 폭도 모임 이후 포퓰리즘적이고 정치적 동기에 의해 주도되었으며 그 여파로 고야는 도덕적 타락 혐의로 지명되어 소환되었다. 고도이는 그림을 소유하고 있을 때 발견되었기 때문에 고야는 "그가 왜 그런 짓을 했는지", 또 "누구의 요구에 따라, 어떤 관심이 그를 이끌었는지"를 밝혀달라는 요청을 받았다. 그의 답변은 위기를 넘기지는 못했지만, 압수국장은 고야가 티치아노의 다나에 시리즈와 벨라스케스의 로크비 비너스를 모방했다는 사실을 인정한 것으로 알려져 있다. 누드를 포함한 두 화가의 작품은 궁정과 교회로부터 존경을 받았으며, 종교 재판소는 이전에 로크비 비너스에서 어떠한 이의도 발견하지 못했다.
고야는 재판소가 그가 전통을 따르고 있으며 스페인의 펠리페 4세가 선호했던 벨라스케스의 그림을 모방했다는 사실을 받아들이면서 기소를 면했다. 비너스의 초기 그림 또한 예술을 사랑하는 왕이 개인실, 즉 "폐하께서 식사를 마치고 퇴위하여 머무는 방"에서 보이지 않게 보관되어 있었다. 사실, 1808년 종교 재판소의 영향력은 거의 끝나가고 있었고, 책, 희곡, 그림 등 "위험한" 표현 형태에 대한 관심을 끌 수 있었지만 일반적으로 이를 완전히 억제할 수는 없었다.

## 전시

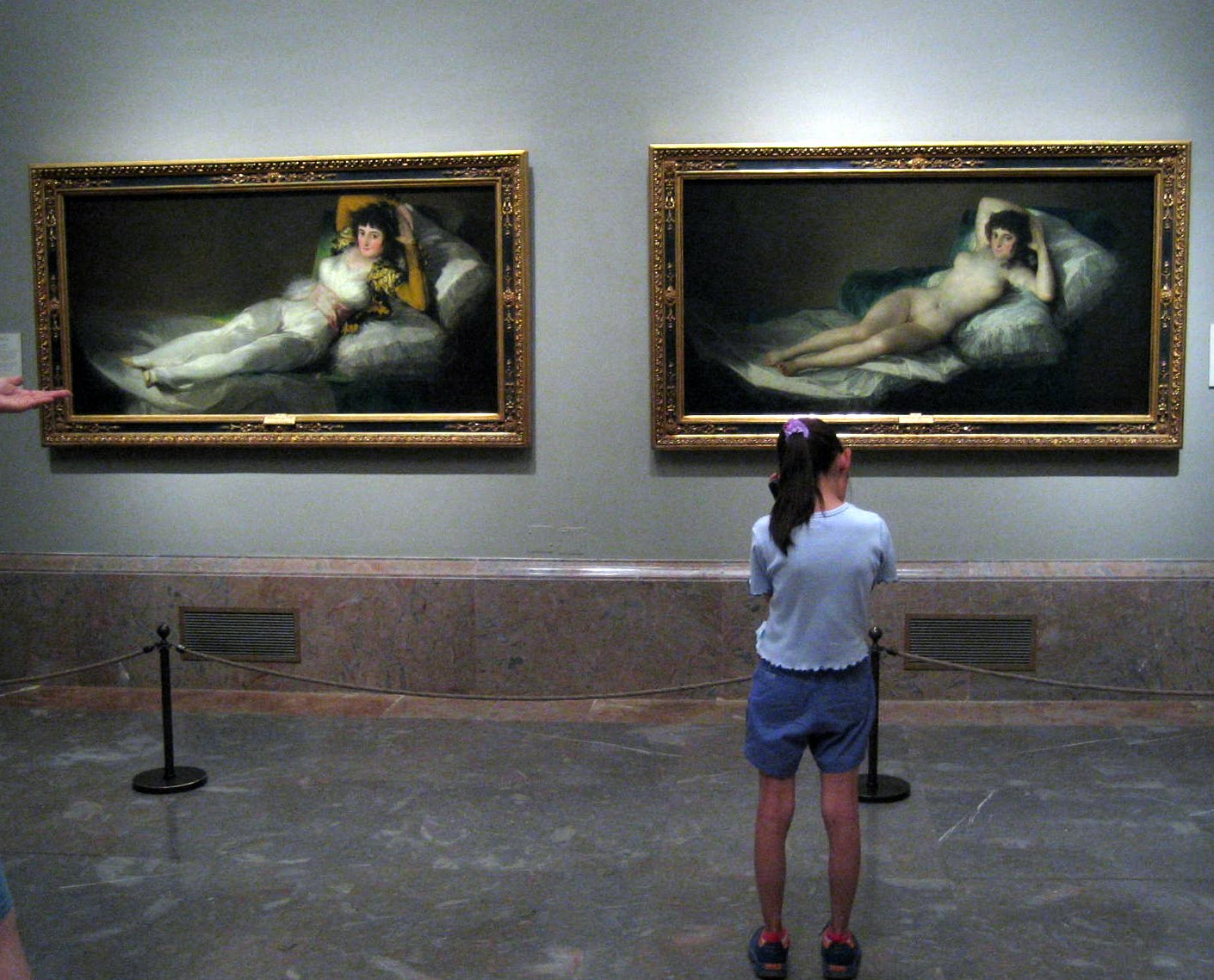
프라도 미술관에 나란히 전시된 두 작품

《옷 벗은 마하》는 항상 《옷 입은 마하》의 옆이나 위, 또는 앞에 걸려 있었다. 이 두 작품은 마드리드에 있는 산 페르난도 왕립미술아카데미 컬렉션에 두 번이나 소장되었으며, 1814년에서 1836년 사이에 종교 재판에 의해 "가압류"된 후 반환되었다. 이 두 작품은 1901년부터 프라도 미술관에 소장되었다.
두 작품을 함께 걸게 하기 위한 의도였는지는 알 수 없다. 한 초기 기록에 따르면 《옷 벗은 마하》가 《옷 입은 마하》뒤에 놓여져 있었으며 끈을 당기자 《옷 벗은 마하》가 드러났다고 한다.

## 모델의 정체
작품 속 묘사된 여성은 고도이 총리의 젊은 정부인 페피타 투도(Pepita Tudó)인 것으로 추정된다. 또한 당시 고야와 열애설이 나돌았던 마리아 테레사 데 실바(13대 알바 공작부인)라는 설도 있으며 그녀의 초상화를 두 번(1795년과 1797년) 그렸다는 추측도 있다. 그러나 호주의 미술 평론가 로버트 휴즈(Robert Hughes)를 포함하여 많은 학자들은 이러한 추측을 부인했으며 페피타 투도일 것이라는 설이 더욱 유력했다. 또한 작품 속 마하는 다른 여성들의 모습을 짜집기하여 그려진 여성이라고 주장하는 사람들도 있다.
마하(maja)라는 단어는 18~19세기 스페인의 하급 계층을 뜻하는 마호(majo)의 여성형이다.

## 영향
《옷 벗은 마하》는 다른 예술가들에게 많은 영감을 주었다. 미국의 예술 평론가이자 전기작가인 Jeffrey Meyers는 그의 저서 Impressionist Quartet: The Intimate Genius of Manet and Morisot, Degas and Cassatt에서 에두아르 마네의 《올랭피아》는 "고야의 또 다른 걸작인 《옷 벗은 마하》를 대담하게 내비쳤다"고 말했다.

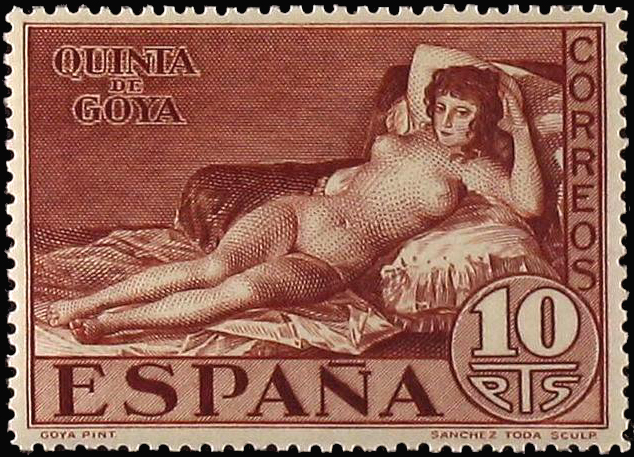
1930년 《옷 벗은 마하》가 그려진 스페인의 우표

고야의 작품을 기념하며 《옷 벗은 마하》를 묘사한 두 세트의 우표는 1930년에 개인에 의해 제작되었으며 후에 스페인 우편 당국의 승인을 받아 발행되었다.
1959년 사무엘 에드워즈의 소설 《옷 벗은 마하》는 고야와 공작부인의 관계를 바탕으로 하며 같은 해 말에, S.G.C., 티타누스 필름(Titanus Films) 및 유나이티드 아티스츠에 의해 이 소설을 기반으로 한 이탈리아-프랑스-미국의 공동 제작 영화가 만들어지기도 했다.
《옷 벗은 마하》는 스테노 감독과 비토리오 메츠의 각본, 토토와 루이 드 퓌네스 주연의 1959년 이탈리아 코미디 영화 《토토 인 마드리드》의 줄거리에 등장하기도 한다.
1982년 미국의 코미디 영화 《토이》(The Toy)에서 US Bates는 《옷 입은 마하》처럼 포즈를 취한 그의 아내의 초상화를 가지고 있는데 Bates의 책상에 숨겨진 스위치로 인해 초상화 속 여성의 옷이 슬라이드로 사라지면서 《옷 벗은 마하》가 되는 장면이 나온다.